# Stamboom Maria Stuart (1631-1660)
Dit is de stamboom van Maria Stuart (1631-1660).
| Stamboom Maria Stuart (1631-1660)                                       | Stamboom Maria Stuart (1631-1660)                                         | Stamboom Maria Stuart (1631-1660)                                         |
| ----------------------------------------------------------------------- | ------------------------------------------------------------------------- | ------------------------------------------------------------------------- |
| Grootouders                                                             | Jacobus I Stuart (1566-1625) x Anna van Denemarken (1574-1619)            | Hendrik IV van Frankrijk (1553-1610) x Maria de' Medici (1573-1642)       |
| Ouders                                                                  | Karel I Stuart (1600-1649) x 1625 Henrietta Maria van Bourbon (1609-1669) | Karel I Stuart (1600-1649) x 1625 Henrietta Maria van Bourbon (1609-1669) |
| Maria Stuart (1631-1660) x 1641 Willem II van Oranje-Nassau (1626-1650) |                                                                           |                                                                           |
| Kinderen                                                                | Willem III (1650-1702) x Maria II Stuart (1662-1694)                      | Willem III (1650-1702) x Maria II Stuart (1662-1694)                      |
| Kleinkinderen                                                           | -                                                                         | -                                                                         |